# Бенгалци
Бенгалци су народ који чини већину становништва државе Бангладеш, као и индијских држава Западни Бенгал и Трипура. Говоре бенгали језиком, који спада у индо-аријску групу индоевропске породице језика. Верски су подељени између ислама (у Бангладешу) и Хиндуизма (у Индији). Укупно их има око 242.524.000 од чега 152.888.000 у Бангладешу и 89.510.000 у Индији.